# Disorder
Disorder – pierwszy album studyjny zespołu the GazettE wydany w 2004 roku. Autorem tekstów piosenek jest Ruki, zaś kompozytorem utworów the GazettE.

## Lista utworów
| Nr  | Tytuł                                     | Czas |
| --- | ----------------------------------------- | ---- |
| 1.  | "Intro"                                   | 0:47 |
| 2.  | "The $ocial Riot Machine$"                | 3:36 |
| 3.  | "Carry?"                                  | 4:29 |
| 4.  | "Zakurogata no Yuu'utsu" (ザクロ型の憂鬱) | 3:56 |
| 5.  | "Maximum Impulse"                         | 5:39 |
| 6.  | "Hana Kotoba" (花言葉)                    | 4:45 |
| 7.  | "Tokyo Shinjuu" (東京心中)                | 5:47 |
| 8.  | "SxDxR"                                   | 3:22 |
| 9.  | "Anti Pop"                                | 3:13 |
| 10. | "Shichigatsu Youka" (7月8日)              | 4:38 |
| 11. | "Saraba" (さらば)                         | 6:14 |
| 12. | "Disorder Heaven"                         | 1:20 |